# Saratoga (Texas)
Pour les articles homonymes, voir Saratoga.
Saratoga est une zone non incorporée située dans le comté de Hardin, dans l’État du Texas, aux États-Unis.

## Source de la traduction
- (en) Cet article est partiellement ou en totalité issu de l’article de Wikipédia en anglais intitulé « Saratoga, Texas » (voir la liste des auteurs).